# Stefan Topurov
Stefan Petrov Topurov (bulharsky Стефан Петров Топуров; * 11. srpna 1964 Asenovgrad) je bývalý bulharský vzpěrač pérové váhy, který vytvořil jedenáct světových rekordů.
Byl členem klubů Asenovec, Marica a CSKA. V roce 1982 se stal juniorským mistrem světa. Na mistrovství světa ve vzpírání v Moskvě v roce 1983 získal stříbrnou medaili ve dvojboji, když v nadhozu vytvořil světový rekord výkonem 180 kg a stal se prvním člověkem v historii, který v oficiální vzpěračské soutěži dostal nad hlavu trojnásobek své tělesné hmotnosti.
V roce 1984 vyhrál mistrovství Evropy ve vzpírání i soutěž Družba 84 pro země bojkotující olympiádu v Los Angeles. Na MS 1986 získal stříbrnou medaili. V roce 1987, kdy jeho největší soupeř Naim Süleymanoğlu kvůli emigraci do Turecka nemohl závodit, se stal mistrem světa i Evropy. V roce 1988 se Süleymanoğlu na vrcholné soutěže vrátil a odsunul Topurova na druhé místo na evropském šampionátu i na olympijských hrách v Soulu.
Po soulských hrách Topurov ukončil kariéru, vystudoval Národní sportovní akademii a stal se trenérem. Působil ve Vietnamu, jeho svěřenec Hoàng Anh Tuấn získal v roce 2008 stříbrnou olympijskou medaili.